# Winston-Salem
Winston-Salem város az Amerikai Egyesült Államok Észak-Karolina államában.
Lakosainak száma a 2000. évi felmérése szerint 185 776 fő volt, de 2004-re már 223 000 főre emelkedett, 2008-ban pedig elérte a 225 000-t. Forsyth megye székhelye, s egyben a legnagyobb városa is.

## Története
A kettős nevű város Salem és Winston egyesüléséből keletkezett 1886-ban. Gyakran emlegetik mint Iker várost „Twin City”, de a „Camel City” bece nevet is viseli, amely a dohányiparára utal.
A 18. században a Pennsylvániából áttelepülő morvaiak vásároltak itt nagy földterületeket, s 1766-ban kezdték meg Salem építését. Gyorsan virágzó ipari és kereskedelmi központtá fejlesztették. Winston csak egy évszázaddal később, 1849-ben jött létre. A két gyorsan fejlődő város századunk elejére egybeéplt, s egyesült.

## Látnivalók
1950-ben megkezdték a régi város rekonstruálását, melynek során igyekeztek megtartani a város 18. századi hangulatát. Több épületben kisebb múzeumot rendeztek be, ahol bemutatják a város történelmi és foglalkozástorténeti érdekességeit. A renoválások során helyrehozzák a Moravian Home Church épületét, ahol az egykori bevándorlók felekezete ma is működik az Egyesült Államokban, s ez a központi temploma.
A helyreállított épületek közül főként a Salem Square és a South Main Street több házát érdemes megtekinteni. A téren található az egykori ezüstműhely, a John Vogler House, a Sister's House és a volt tűzoltószertár, amely egyben csarnok is. A tér másik oldalán található az 1771-ben alapított helyi főiskola, a Salem Academy and College campusa, sok eredeti épülettel. Ez az Egyesült Államok egyik legrégibb főiskolája. Ugyanitt találhatjuk Amerika legrégibb dohányboltját is a Miksch Tobacco Shopot, amely 1771 óta megszakítás nélkül  működik. Szomszédságában van az 1784-ben épült Single Broders House, amelyben a közösség nőtlen férfi tagjai laktak és dolgoztak. A téren találhatjuk még a Wachowia Museumot és az iparművészeti múzeumot.
Az egész telep központja ma a Reception Center, ahol felvilágosításokkal szolgálnak, és érdekes kiállításokat mutatnak be az egykori város életéről.